# Loek Huibers
Loek Huibers (Venlo, 12 maart 1950 – Venlo, 19 september 2018) was een voormalig Nederlands voetballer die tijdens zijn profloopbaan uitsluitend voor FC VVV uitkwam.
De van Venlosche Boys afkomstige aanvaller debuteerde 31 december 1967 op 17-jarige leeftijd in het eerste elftal van FC VVV in de bekerwedstrijd tegen Eindhoven (0-0). Een week later, in de thuiswedstrijd tegen DFC (2-1) op 7 januari 1968, scoorde hij tijdens zijn competitiedebuut direct ook een doelpunt. In de tweede helft van het seizoen 1967-68 groeide de beloftevolle rechtsbuiten uit tot een basisspeler. Na een zware knieblessure moest hij drie jaar later zijn spelersloopbaan beëindigen. Wel bleef Huibers aan VVV verbonden als secretaris. Deze bestuursfunctie zou de Venlonaar tot 1980 vervullen. Nadien is hij ook nog voorzitter geweest van amateurclub RKSV FCV Venlo. Hij overleed in 2018 op 68-jarige leeftijd.

## Clubstatistieken
| Seizoen         | Club            | Competitie      | Competitie | Competitie | Beker | Beker | Playoff | Playoff | Totaal | Totaal |
| Seizoen         | Club            | Competitie      | Wed.       | Dlp.       | Wed.  | Dlp.  | Wed.    | Dlp.    | Wed.   | Dlp.   |
| --------------- | --------------- | --------------- | ---------- | ---------- | ----- | ----- | ------- | ------- | ------ | ------ |
| 1967/68         | FC VVV          | Eerste divisie  | 17         | 4          | 2     | 0     | 0       | 0       | 19     | 4      |
| 1968/69         | FC VVV          | Tweede divisie  | 14         | 0          | 1     | 0     | —       | —       | 15     | 0      |
| 1969/70         | FC VVV          | Tweede divisie  | 4          | 0          | 0     | 0     | —       | —       | 4      | 0      |
| 1970/71         | FC VVV          | Tweede divisie  | 0          | 0          | 0     | 0     | —       | —       | 0      | 0      |
| Carrière totaal | Carrière totaal | Carrière totaal | 35         | 4          | 3     | 0     | 0       | 0       | 38     | 4      |